# Newspaper Row (Washington, D.C.)

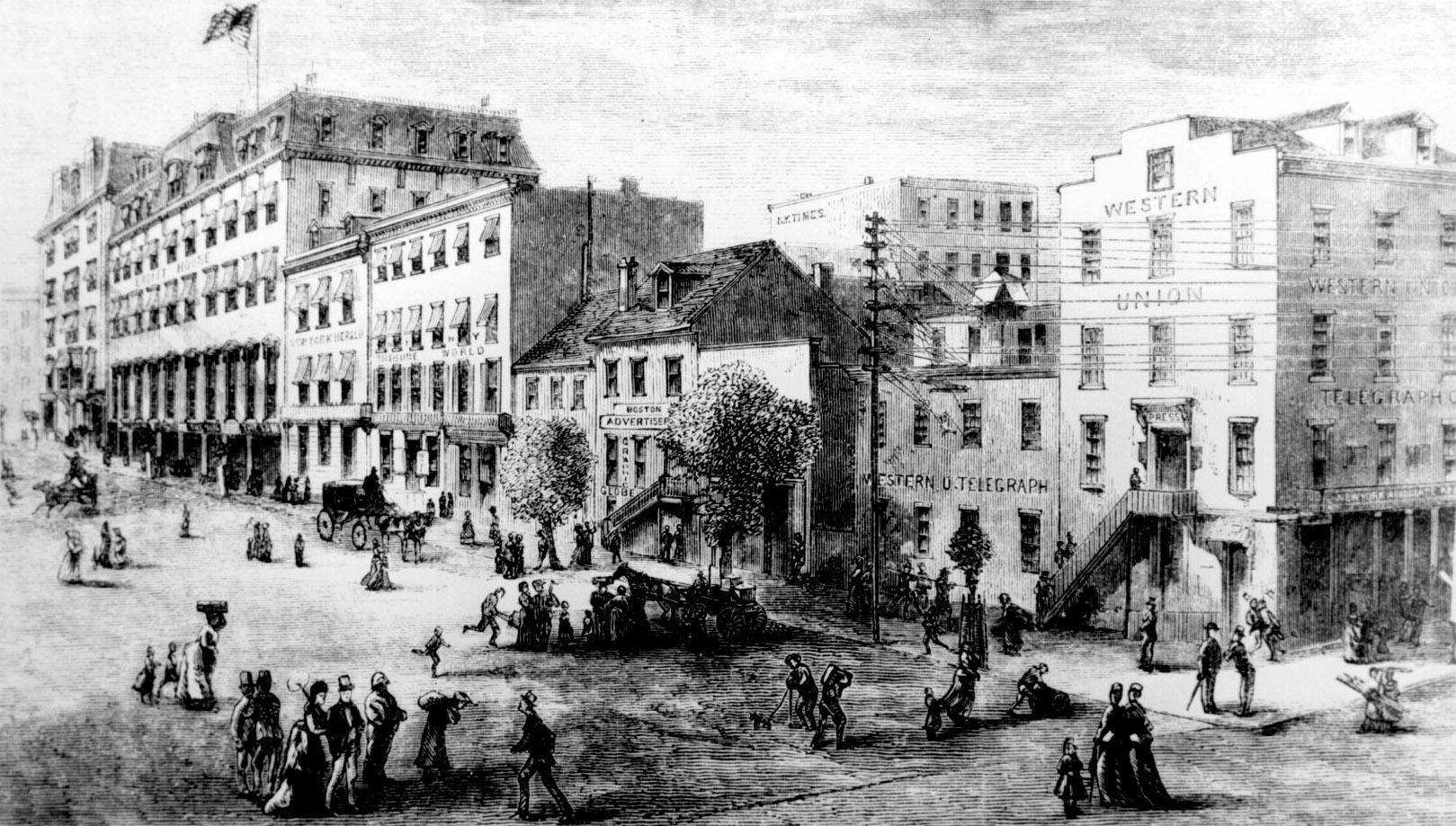
Die Newspaper Row im Harper’s New Monthly Magazine vom Januar 1874.

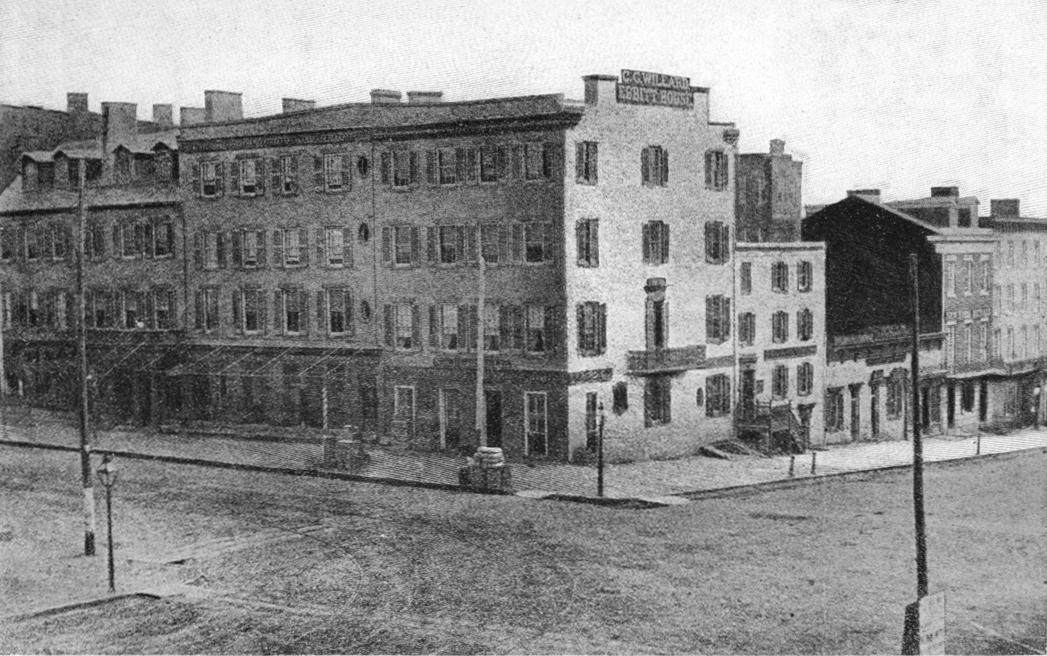
Das Ebbitt House. Rechts davon: ein Abschnitt der Newspaper Row. Ein Foto von Mathew B. Brady vom November 1865.

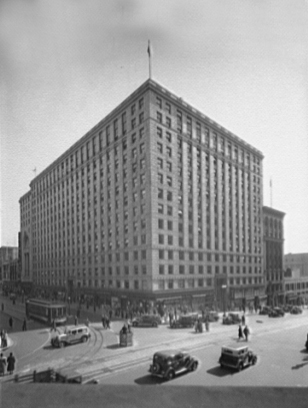
Das National Press Building in einer Aufnahme von Theodor Horydczak.

Die Newspaper Row war ein Stadtteil von Washington, D.C., an der Ecke 14th Street Northwest und Pennsylvania Avenue.

## Geschichte
Der Stadtteil entstand um die 1850er Jahre, als hier Western Union an der damaligen E Street eine Telegrafenstation eröffnete. Im Laufe der Jahre siedelten sich hier viele Zeitungen, wie The New York Times, New York World, Boston Daily Advertiser, New-York Tribune, The Baltimore Sun, Philadelphia Public Ledger, Boston Evening Transcript, Cincinnati Gazette oder The Washington Post, an und hatten hier ihre Hauptsitze bzw. betrieben hier zumindest ihre Büros. Laut dem Lokalhistoriker Paul Dickson war der Stadtteil „eine Art Zentrum der Nachrichtensammlung der Nation“.
Direkt neben der Newspaper Row befand sich ein Abschnitt der E Street namens Rum Row, in dem es zahlreiche Saloons gab.
Von 1926 bis 1927 wurde hier das National Press Building errichtet, um in diesem sämtliche Zeitungen unterzubringen. 1980 sollte das Gebäude abgerissen werden, konnte aber dank des National Press Club doch noch gerettet werden und wurde in den Jahren 1984 bis 1985 um rund 100 Millionen US-Dollar renoviert. Heute befindet sich in der ehemaligen Newpaper Row unter anderem ein Hotel der Marriott-Kette.
Mit der Modernisierung der Zeitungen wurde auch das Ende der Newspaper Row eingeläutet. The Washington Post zog in ein anderes Gebäude an der 15th Street und auch die anderen Zeitungen verließen nach und nach den Stadtteil, unter anderem, um sich im neuen Press Building niederzulassen.